# Ptilocephala kahri
Ptilocephala kahri is een vlinder uit de familie zakjesdragers (Psychidae). De wetenschappelijke naam van deze soort is voor het eerst geldig gepubliceerd in 1857 door Lederer.
De soort komt voor in Europa.